# ジョシュ・デュアメル
ジョシュ・デュアメル（Josh Duhamel, 本名: ジョシュア・デイヴィッド・デュアメル、Joshua David Duhamel, 1972年11月14日 - ）は、アメリカ合衆国の俳優。
26歳のときにモデル事務所からスカウトされ、1970-2011年のドラマ『オール・マイ・チルドレン』（ABC）で、エミー賞 を受賞。2003年から2007年にかけて放映されたドラマ『ラスベガス』（NBC)のダニー・マッコイ役、映画『トランスフォーマー』シリーズのウィリアム・レノックス役での出演が有名。

## 経歴
ノースダコタ州マイノット生まれ。フランス、イギリス、ノルウェー、アイルランド、ドイツの血を引き、フランス系カナダ人をルーツとする。歳の離れた妹、アシュリー、カシディ、メルケンジー・デュアメルがおり、幼い頃、両親は離婚している。10代の頃はライフセーバーの仕事をしていた。マイノット州立大学に通い、アメフトに打ち込むと同時に歯科専門学校へ進みたいと思い、生物などの勉強していたが断念して当時の恋人を追いかけ、大学卒業後にロサンゼルスに移った。建築関連の仕事をしていた26歳のときにモデルとしてスカウトされ、GAPのCMなどに出演している。

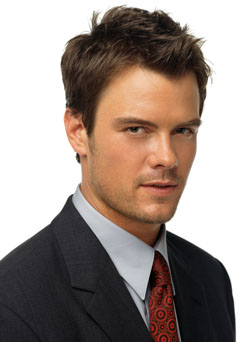
2006年

俳優としては、2002年にテレビドラマ『All My Children』でエミー賞を獲得。2003年から2007年までテレビシリーズ『ラスベガス』に主人公、ダニー・マッコイ役としてレギュラー出演した。同ドラマはアメリカで大ヒットとなる。その後は『ラスベガス』の終了と同時に公開された映画『トランスフォーマー』のウィリアム・レノックス役で知られ、4作目を除いた映画シリーズに同役で出演し続けている。スクリーンデビューは2004年の『アイドルとデートする方法』となっているが、公開が遅れていなければ1999年の『ドリアングレイの肖像』でデビューを果たしていた。前者の役は、スティーヴン・スピルバーグの後押しがあったためで、トランスフォーマーシリーズの出演も、スピルバーグの後押しがあったためである。
2013年公開の『セイフ ヘイヴン』では妻を亡くしたシングルファーザー、アレックスを好演し、俳優として新たな一面を見せた。その後は比較的、影のある暗い役どころを好み、『11/22/63』などでは悪役を演じた。
2018年には『Love, サイモン 17歳の告白』で主人公サイモンの父親、ジャックを演じた。2019年にはアウトドアブランド、『lole』のグローバルアンバサダーに就任し、世界中を回って撮影。
2020年には、彼の出身州でもあるノースダコタ州との広告契約も成立。
2022年、実話を基にした小説を映像化した映画『バンディット』に主演。映画は劇場と配信で公開され、ジョシュのキャリア史上最高のパフォーマンスだと多くの批評家から肯定的な評価を得た。

## 私生活
ブラック・アイド・ピーズの紅一点メンバーであるファーギーと2007年12月に婚約した。兼ねてからファーギーのファンであり自身が主演を務めた『ラスベガス』のゲスト出演者としてブラック・アイド・ピーズを自らプロデューサーに提案し、第2シーズンでは見事に彼女と対面したことがなれそめ。
対面前に雑誌のインタビューでジョシュは、「ファーギーと超エッチな事をしている夢を見た」と告白しており、ファーギーは初対面のときに「雑誌を読んだわ」と本人に伝えたと言われている。仕事によるファーギーとの遠距離恋愛時には、ウェブカメラを使って連絡を取っていた。2009年1月10日、カリフォルニア州マリブにて厳戒態勢の中、結婚式を挙げた。2013年には長男である、アクセル・ジャック・デュアメルが誕生している。2017年9月にファーギーとの離婚を発表。同年1月には破局していたという。
2011年の東日本大震災ではチャリティーマラソンを開催し、支援金全額を、日本赤十字社に寄付した。
動物保護、環境保全の活動に熱心で、動物保護団体「Wild Aid」の活動には頻繁に参加している。
離婚後は、オリヴィア・マンやジェニファー・ガーナーなどのハリウッド女優らとの交際が噂されたが、実際に交際したのはエイザ・ゴンザレスと、ミス・ユニバース・アメリカであるモデルのオードラ・マリの２人だけである。エイザとは2018年夏に破局、オードラとは現在も順調に交際している。2019年の感謝祭はオードラはデュアメル家と共に過ごしていた。

## エピソード
ある映画の撮影時に、本物が使用されているとは知らずにマリファナを吸ってしまい、ハイになったことがある。

## 主な出演作品

### 映画
| 公開年 | 邦題 原題                                                             | 役名                       | 備考                  |
| ------ | --------------------------------------------------------------------- | -------------------------- | --------------------- |
| 1999   | ドリアン・グレイの肖像 The Picture Of Dorian Gray                     | ドリアン・グレイ           |                       |
| 2004   | アイドルとデートする方法 Win a Date with Tad Hamilton!                | タッド・ハミルトン         |                       |
| 2006   | ブラッド・パラダイス Turistas                                         | アレックス                 |                       |
| 2007   | トランスフォーマー Transformers                                       | ウィリアム・レノックス大尉 |                       |
| 2009   | トランスフォーマー: リベンジ Transformers: Revenge of the Fallen      | ウィリアム・レノックス少佐 |                       |
| 2010   | 選ばれる女にナル3つの方法 The Romantics                               | トム                       |                       |
| 2010   | みんな私に恋をする When in Rome                                       | ニック                     |                       |
| 2010   | ラモーナのおきて Ramona and Beezus                                    | ホバート                   |                       |
| 2010   | かぞくはじめました Life as We Know It                                 | エリック・メッサー         |                       |
| 2011   | トランスフォーマー/ダークサイド・ムーン Transformers:Dark of the Moon | ウィリアム・レノックス大佐 |                       |
| 2011   | ニューイヤーズ・イヴ New Year's Eve                                   | サム                       |                       |
| 2012   | ファイヤー・ウィズ・ファイヤー 炎の誓い Fire with Fire                | ジェレミー・コールマン     |                       |
| 2013   | ムービー43 Movie 43                                                   | アンソン                   |                       |
| 2013   | セイフ ヘイヴン Safe Haven                                            | アレックス・ウィートリー   |                       |
| 2013   | デッド/エンド Scenic Route                                            | ミッチェル                 |                       |
| 2014   | ウィングス Wings: Sky Force Heroes                                    | エース                     | 声の出演              |
| 2014   | サヨナラの代わりに You're Not You                                     | エヴァン                   |                       |
| 2014   | ロスト・イン・ザ・サン 偽りの絆 Lost In The Sun                       | ジョン                     |                       |
| 2015   | Bravetown                                                             | アレクサンダー             |                       |
| 2016   | ブラック・ファイル 野心の代償 Misconduct                              | ベン・ケイヒル             | 日本では2017年1月公開 |
| 2016   | スペースマン Spaceman                                                 | ビル                       |                       |
| 2017   | 狂人ドクター The Institute                                            | Detective                  |                       |
| 2017   | スーサイド・ライブ This Is Your Death                                 | アダム・ロジャース         |                       |
| 2017   | チップス 白バイ野郎ジョン&パンチ再起動!? CHiPs                        | リック                     |                       |
| 2017   | トランスフォーマー/最後の騎士王 Transformers The Last Knight          | ウィリアム・レノックス大佐 |                       |
| 2018   | Love, サイモン 17歳の告白 Love Simon                                  | ジャック・スピアー         |                       |
| 2019   | The Buddy Games                                                       | Bobfather                  | 兼監督・脚本・製作    |
| 2020   | The Lost Husband                                                      | James O'Connor             |                       |
| 2020   | Think Like a Dog                                                      | Lukas                      |                       |
| TBA    | Blackout                                                              | Cain                       |                       |

### テレビシリーズ
| 放映年          | 邦題 原題                                                         | 役名                       | 備考                    |
| --------------- | ----------------------------------------------------------------- | -------------------------- | ----------------------- |
| 1999-2002, 2011 | オール・マイ・チルドレン All My Children                          | レオ・デュ・プレ           | 計26話出演              |
| 2003-2008       | ラスベガス Las Vegas                                              | ダニー・マッコイ           | 主演 計106話出演        |
| 2004-2007       | 女検死医ジョーダン Crossing Jordan                                | ダニー・マッコイ           | 計3話出演               |
| 2008            | ザ・リプレイス 大人とりかえ作戦 The Replacements                  | 本人                       | 声の出演 計3話出演      |
| 2015            | バトル・クリーク 格差警察署 Battle Creek                          | ミルトン・チェンバレン     | 主演 計13話出演         |
| 2016            | 11.22.63                                                          | フランク・ダニング         | ミニシリーズ、計4話出演 |
| 2018            | Unsolved: 未解決ファイルを開いて Unsolved                         | グレッグ・ケイディング刑事 |                         |
| 2019            | ヴェロニカ・マーズ:スプリング・ブレイカーズ爆破事件 Veronica Mars | Magnus                     | 第2話「それぞれの思惑」 |
| 2020            | ジュピターズレガシー Jupiter's legacy                             | Sheldon Sampson            |                         |

### ゲーム
| 発売年 | タイトル                                                   | 役名                     | 備考     |
| ------ | ---------------------------------------------------------- | ------------------------ | -------- |
| 2017   | コール オブ デューティ ワールドウォーII Call of Duty: WWII | ウィリアム・ピアソン軍曹 | 声の出演 |